# Kostel Nejsvětější Trojice (Hamr)
Kostel Nejsvětější Trojice je filiální kostel v římskokatolické farnosti Veselí nad Lužnicí a kulturní památka v Hamru, části obce Val v okrese Tábor. Památkově chráněný je i samostatně stojící objekt zvonice s dřevěným patrem a šindelovou střechou, kaplička a areál hřbitova ohraničený kamennou ohradní zdí. Na vnější zdi kostela jsou původní psaníčková sgrafita.

## Historie kostela
Kostel byl založen v roce 1581 Albrechtem Valovským z Úsuší, manželem Markéty Valovské z Hodějova na Valu, majitelky místní tvrze. Kostel byl původně podobojí. Kostel byl postaven v renesančním stylu stavitelem Vincencem Vogarellim, který valenou klenbu pokryl sítí kamenných žeber s čtyřcípými hvězdovými figutami. Albrecht Valovský z Úsuší byl v kostele pohřben (je tam jeho žulový náhrobník z roku 1595). Kostel byl opravován v letech 1755, 1899 a v roce 2009.
Při opravě roku 1899 byly na triumfálním oblouku odkryty české nápisy připomínající založení kostela.

## Zařízení kostela
Zařízení je převážně barokní z počátku 18. století. Kazatelna je rokoková.